# Chiesa dei Santi Antonino e Fermo
La chiesa dei Santi Antonino e Fermo è un luogo di culto cattolico dalle forme neoclassiche, situato in via Centro a Rubbiano, frazione di Solignano, in provincia e diocesi di Parma; è sede di una parrocchia compresa nella zona pastorale della Pedemontana.

## Storia
Il luogo di culto originario fu costruito in epoca medievale, all'esterno delle mura del castello di Rubbiano; fu menzionato per la prima volta nel 1028 nell'atto di donazione da parte di Ildegarda, figlia di Oddone il Salico, alla chiesa di San Pietro di Parma; il tempio fu successivamente dedicato a sant'Antonino.
Nel 1379 Antonio Sanvitale fu investito della chiesa e di tutte le sue pertinenze dall'abate di San Savino di Piacenza Giovanni Arcelli e dal priore di Sant'Antonino Bernardo Murmurolo, in cambio della realizzazione della copertura del luogo di culto e del restauro degli edifici annessi.
Nei secoli seguenti il centro abitato fu riedificato più a valle, in corrispondenza della confluenza tra il fiume Taro e il torrente Ceno; nel 1619 nella località fu costruito un oratorio intitolato a sant'Agnese, che negli anni seguenti fu ampliato per diventare la nuova sede parrocchiale, sostituendo il fatiscente tempio medievale, abbandonato nel 1629.
Nel 1892 la chiesa fu ristrutturata e ancora allargata; nel corso delle opere la facciata fu riedificata in forme neoclassiche.
Nel 1951 fu avviata una serie di lavori, riguardanti inizialmente la sommità del campanile e successivamente nel 1961 il resto dell'edificio, che fu parzialmente modificato.
Nel 2020 la chiesa fu sottoposta a nuovi interventi di ristrutturazione, che consistettero nella manutenzione delle coperture, nel rinforzo della zona abdisale e nel restauro delle decorazioni pittoriche interne ed esterne; il 17 settembre 2021 la solenne cerimonia di inaugurazione fu celebrata dal vescovo di Parma Enrico Solmi.

## Descrizione

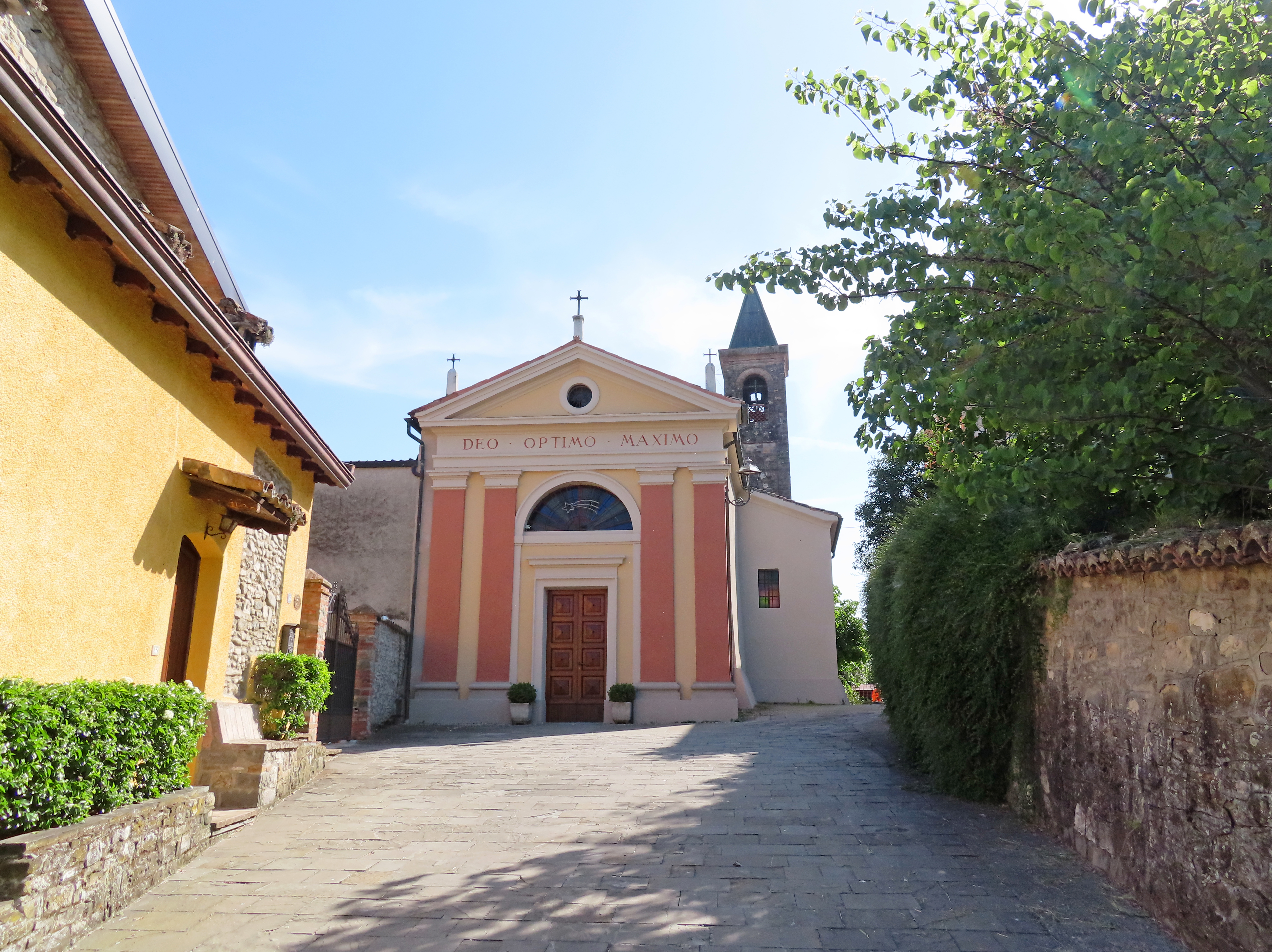
Facciata

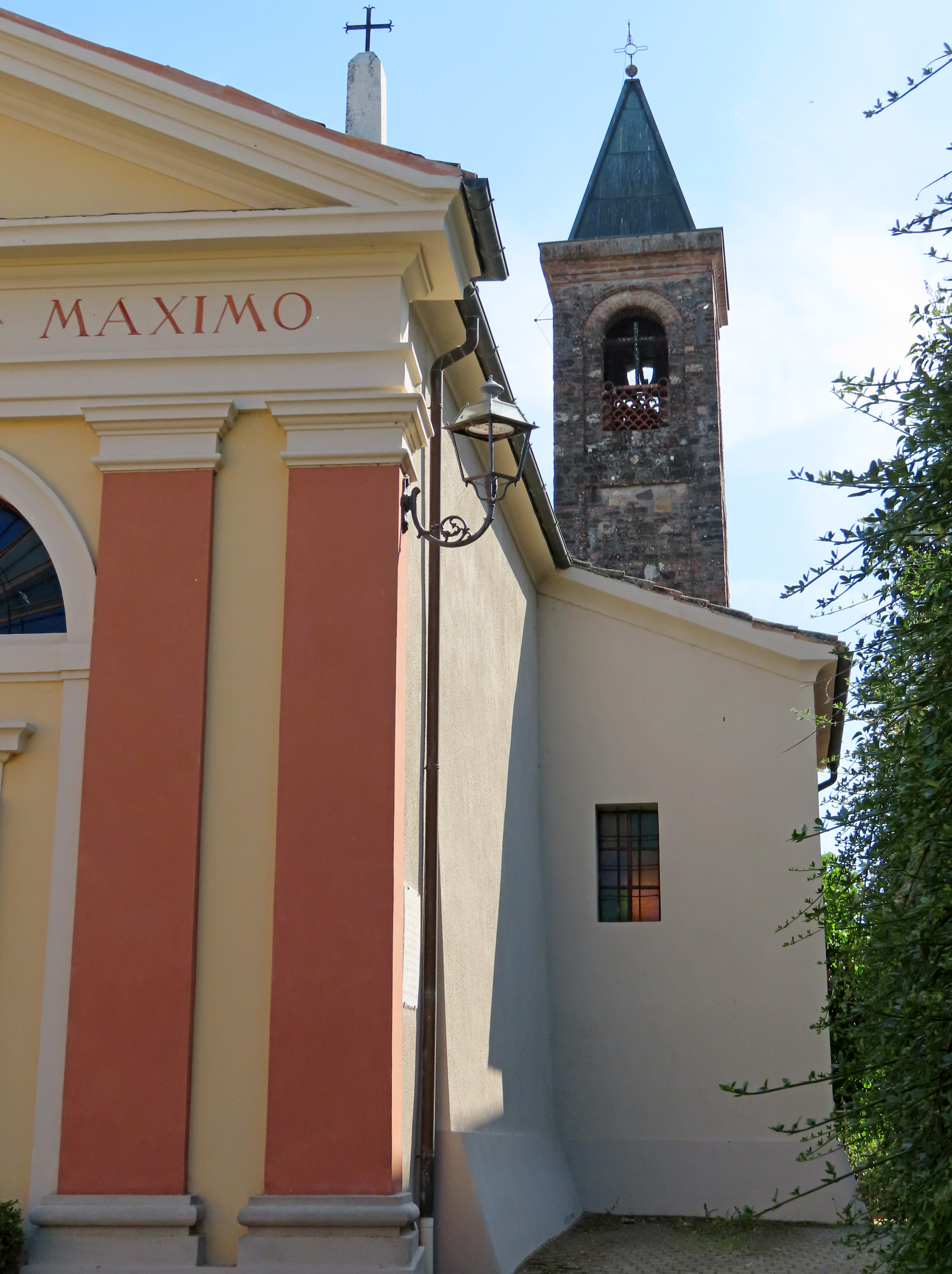
Campanile

La chiesa si sviluppa su un impianto a navata unica affiancata da una cappella per lato, con ingresso a nord e presbiterio a sud.
La simmetrica facciata a capanna, interamente intonacata come il resto dell'edificio, è scandita verticalmente in tre parti da quattro lesene doriche che si elevano su un basamento in pietra; al centro è collocato l'ampio portale d'ingresso, delimitato da una cornice modanata e sormontato da un architrave in rilievo; più in alto si apre un finestrone a lunetta incorniciato; a coronamento si staglia un frontone triangolare con cornice in aggetto, al cui centro è posto un piccolo oculo; in sommità si elevano nel mezzo e alle estremità tre piccoli pinnacoli.
Dal fianco libero destro aggetta il volume della cappella; al termine dello stesso lato si erge su tre ordini, scanditi da fasce marcapiano e decorati con lesene sugli spigoli, il campanile; la cella campanaria si affaccia sulle quattro fronti attraverso ampie monofore ad arco a tutto sesto; a coronamento si eleva oltre il cornicione un'alta guglia piramidale.
All'interno la navata, coperta da una volta a botte lunettata ornata con affreschi, è suddivisa lateralmente da paraste doriche a sostegno del cornicione perimetrale modanato; le cappelle laterali, chiuse superiormente da volte a botte, si affacciano sull'aula attraverso ampie arcate a tutto sesto.
Il presbiterio, lievemente sopraelevato, è preceduto dall'arco trionfale a tutto sesto, retto da paraste doriche; l'ambiente è coperto da una volta a botte lunettata, ornata con affreschi, di cui quello centrale raffigurante, all'interno di un medaglione, la Colomba dello Spirito Santo; nel mezzo è collocato l'altare maggiore a mensa in pietra, realizzato tra il 1970 e il 1980 e decorato con una formella in terracotta rappresentante Gesù Cristo; ai lati si trovano rispettivamente l'ambone e tre panchette nello stesso materiale.